# Вспомогательный хетчинг
Вспомогательный хетчинг — процедура в рамках вспомогательных репродуктивных технологий, которая проводится вне организма, и направлена на уменьшение толщины или прокол zona pellucida («внешней оболочки») эмбриона. Это делается механическим, химическим, или лазерным методом, чтобы улучшить процесс выхода бластоцисты.

## Эффективность
Систематический обзор и метаанализ научных статей покаазывает, что вспомогательный хетчинг увеличивает частоту клинических беременностей и многоплодных беременностей у женщин с предыдущими неудачными переносами криоконсервированных эмбрионов. Однако маловероятно увеличение количества клинических беременностей, когда они проводятся на свежих эмбрионах, перенесенных, женщинам без плохого прогноза или женщинам позднего репродуктивного возраста. Кроме того, в целом нет доказательств существенной разницы в уровне живорождений после вспомогательного вылупления по сравнению с отсутствием вспомогательного вылупления.